# 釜山影島警察署
釜山影島警察署（プサンニョンドけいさつしょ）は、大韓民国・釜山広域市警察庁所管の警察署である。

## 管轄区域
- 影島区

## 沿革
- 1924年3月1日 - 釜山水上警察署として開署[1]
- 1945年10月21日 - 国立警察の管轄へ
- 1957年7月26日 - 影島警察署に改名

## 管轄地区隊
- 瀛仙地区隊
- 東三地区隊

## 管轄派出所
- 青鶴派出所
- 大橋派出所
- 松亭派出所

## 管轄治安センター
- 青鶴1治安センター
- 蓬莱治安センター
- 瀛仙2治安センター
- 南港治安センター
- 新仙治安センター
- 東三2治安センター
- 東三3治安センター